# Aleuritopteris anceps
Aleuritopteris anceps är en kantbräkenväxtart som först beskrevs av Blanf. och som fick sitt nu gällande namn av Gopinath Panigrahi.
Aleuritopteris anceps ingår i släktet Aleuritopteris och familjen Pteridaceae. Inga underarter finns listade i Catalogue of Life.